# Washuk (Distrikt)
Der Distrikt Washuk (Urdu ضلع واشک) ist ein Verwaltungsdistrikt in der pakistanischen Provinz Belutschistan. Sitz der Distriktverwaltung ist die Stadt Washuk.

## Geographie
Der Distrikt liegt im Westen der Provinz Belutschistan und hat eine Fläche von 33.093 km². Im Westen grenzt er an die iranische Provinz Sistan und Belutschistan. Im Süden wird er von der Siahan-Bergkette begrenzt, die die Grenze zum Rakhshan-Tal und zum Distrikt Panjgur bildet. Die Ausläufer des Ras Koh-Gebirges im Osten bilden eine natürliche Grenze zum Distrikt Awaran im Norden. Der Norden und die Mitte des Distrikts bestehen aus Wüsten und sind geprägt von Schwemmlandablagerungen (Ansammlungen von Flugsand) in großen Massen, die sich zu halbmondförmigen Dünen formen. Gelegentlich kommt es in den Hügeln und Berglandgebieten zu heftigen Regenfällen mit Überschwemmungen, die größere Steine und Felsbrocken in die Ebenen befördern. Die Überschwemmungen haben die Kieselsteine über ein großes Gebiet in der Wüste verteilt. Die zentrale Ebene erstreckt sich über eine Länge von etwa 160 km und eine Breite von etwa 40 bis 60 km. Die Höhe variiert zwischen 700 m im Nordosten und 492 m Südwesten. Es gibt nur zwei kleine Flüsse, Boddo mit seinen Zuflüssen im Nordosten und Maskhel im Südwesten, in deren Umgebung Bewässerungsfeldbau betrieben wird.

## Klima
Das Klima in Washuk ist überwiegend trocken und  im Sommer tagsüber sehr heiß und nachts mild. Sandstürme treten im ganzen Jahr auf und werden in den Monaten Juni bis September so heftig, dass in diesen Monaten Reisen sehr erschwert wird. Diese Stürme sind lokal als Livar bekannt.
|                       | Jan | Feb | Mär | Apr | Mai | Jun | Jul | Aug | Sep | Okt | Nov | Dez |   |      |
| Mittl. Tagesmax. (°C) | 13  | 20  | 32  | 35  | 42  | 46  | 45  | 41  | 39  | 36  | 27  | 22  | ⌀ | 33,2 |
| Mittl. Tagesmin. (°C) | 0   | −1  | 10  | 16  | 22  | 27  | 27  | 23  | 17  | 14  | 6   | 4   | ⌀ | 13,8 |
|                       |     |     |     |     |     |     |     |     |     |     |     |     |   |      |
| Niederschlag (mm)     | 70  | 2   | 0   | 0   | 0   | 0   | 0   | 1,7 | 0   | 0   | 0   | 9   | Σ | 82,7 |

| 0 |

| −1 |

| 10 |

| 16 |

| 22 |

| 27 |

| 27 |

| 23 |

| 17 |

| 14 |

| 6 |

| 4 |

| 0 |

| −1 |

| 10 |

| 16 |

| 22 |

| 27 |

| 27 |

| 23 |

| 17 |

| 14 |

| 6 |

| 4 |

## Geschichte
Aufgrund seiner wüstenartigen Natur und der geringen nutzbaren Ressourcen stand die Gegend von Washuk nie im Fokus fremder Eroberer. Washuk teilte im Wesentlichen die Geschichte des benachbarten Kharan und kam mit diesem im Jahr 1884 zu Britisch-Indien. Nach dem Ende der britischen Kolonialherrschaft 1947 kam Washuk zu Pakistan. Im Jahr 2005 wurde aus dem Tehsil Washuk des Distrikts Kharan der neue Distrikt Washuk gebildet.
Von 2001 bis 2011 befand sich im Distrikt Washuk der US-amerikanische Luftwaffenstützpunkt Shamsi, von der aus im Rahmen des „Kriegs gegen den Terror“ Drohnenangriffe gegen Ziele in Afghanistan geflogen wurden.

## Verwaltungsgliederung
Der Distrikt war bei der Volkszählung 2017 administrativ in fünf Sub-Tehsils unterteilt  (Besima, Mashkhel, Nah, Shahgori und Washuk).

## Demografie
| Jahr | Einwohnerzahl |
| ---- | ------------- |
| 1998 | 81.684        |
| 2017 | 176.206       |

Die Verteilung der Muttersprachen war im Jahr 2017 die folgende: 83,7 % Belutschisch, 15,0 % Brahui, 1,3 % andere Sprachen. Mehr als 99,96 % der Bevölkerung waren Muslime.
Zwischen 1998 und 2017 wuchs die Bevölkerung um jährlich 2,50 %. Von der Bevölkerung leben ca. 12 % in städtischen Regionen und ca. 88 % in ländlichen Regionen. In 31.540 Haushalten leben 92.031 Männer und 84.175 Frauen, woraus sich ein Geschlechterverhältnis von 109,3 Männer pro 100 Frauen ergibt und damit ein für Pakistan häufiger Männerüberschuss.
Die Alphabetisierungsrate in den Jahren 2014/15 bei der Bevölkerung ab 10 Jahren liegt bei 36 % (Frauen: 16 %, Männer: 53 %).

## Wirtschaft
Der meisten Arbeitnehmer sind in der Landwirtschaft beschäftigt. Der Distrikt ist vorwiegend ländlich geprägt und es existiert so gut wie keine Industrie.
Es gibt Vorkommen an Chromit, Mangan und Kupfer.